# ヨーゼフ・エフナー

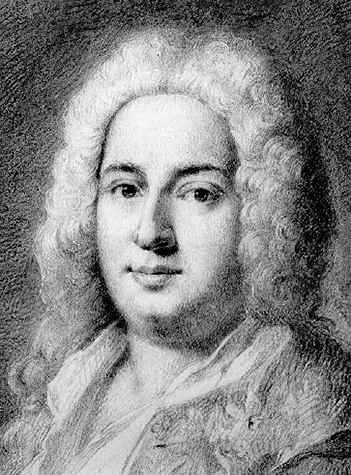
ヨーゼフ・エフナー

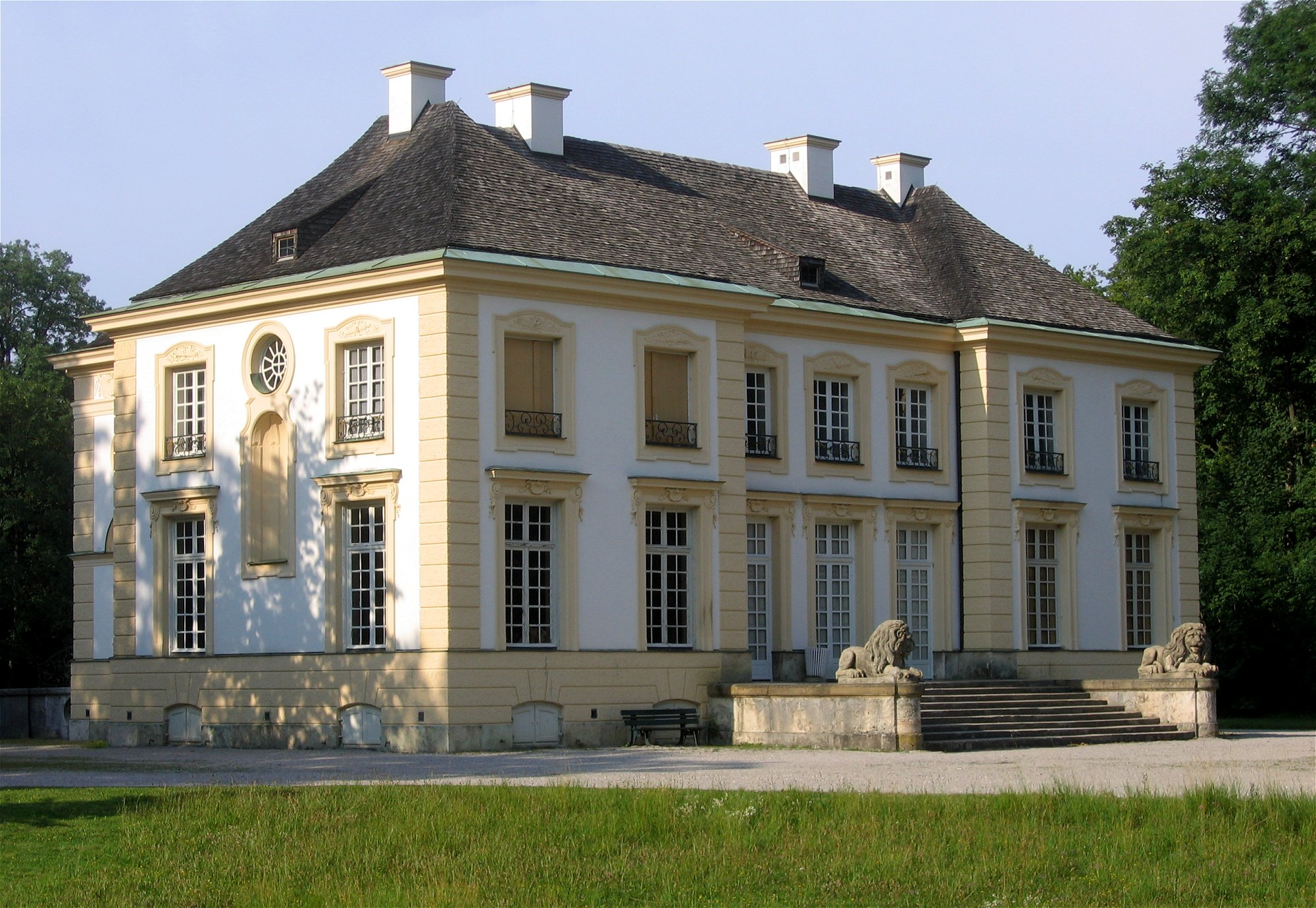
ニンフェンブルク城公園のバーデン城、ミュンヘン

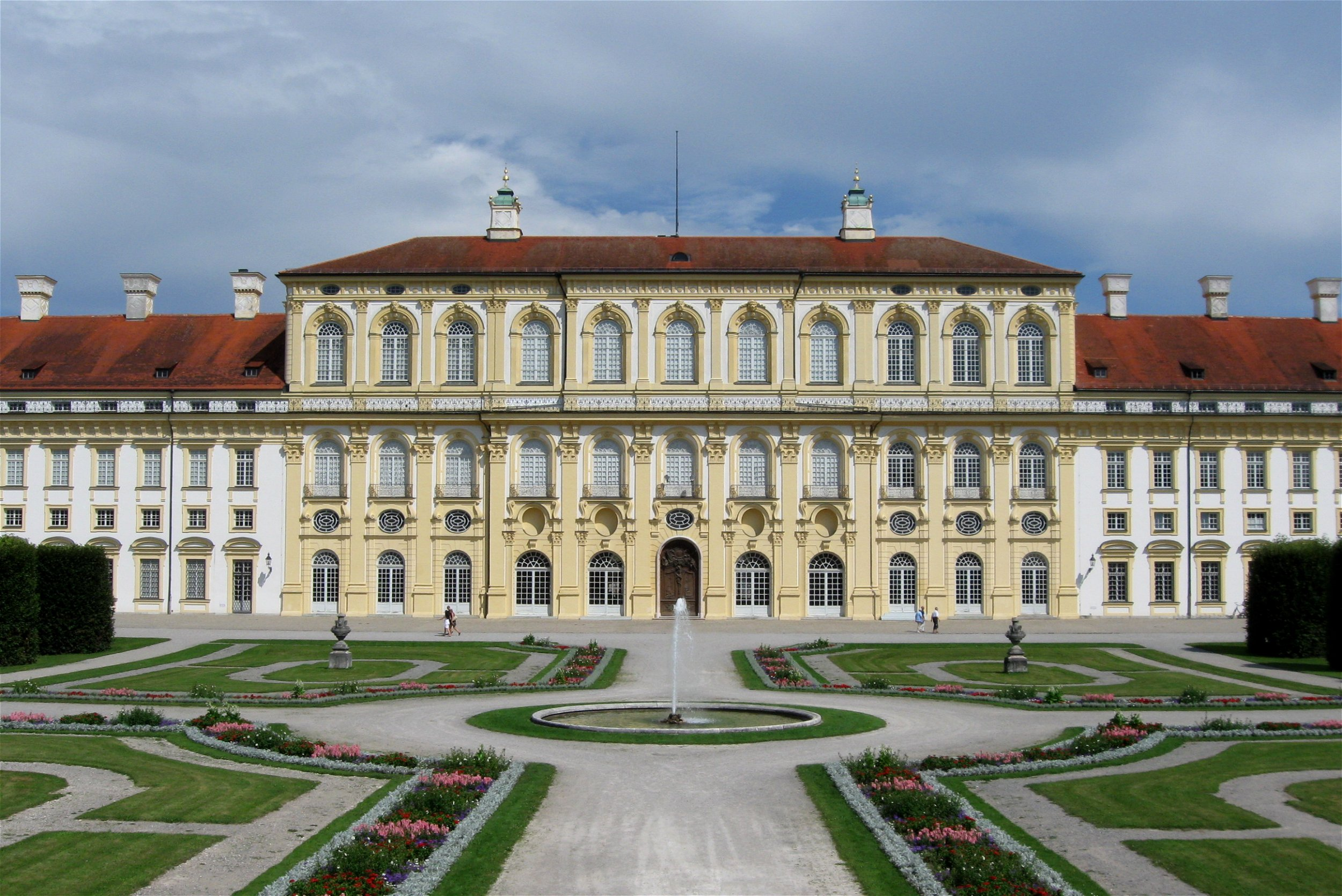
西側のシュライスハイム宮殿新棟

ヨーゼフ・エフナー（Joseph Effner、1687年2月4日 - 1745年2月23日）は、ドイツの造園家、建築家、作庭家、デコレーター。

## 作品
- パリ近郊のサン・クラウド（1713、1870年のフランコ・プルシア戦争で破壊された）で最大、エマニュエルの亡命地の再建
- ダッハウ城の再建（1715-1717）
- シュタンベルク湖（1715-1717）のBerg城の改装と近代化
- ランツベルク・アム・レヒ城（1715-1717）の改装と近代化
- メインパビリオンの近代化とサイドパビリオン、キッチンビルディング、ミュンヘン南部のJagd城 フーストンニート宮殿（1715-1717 ）の厩舎の再建
- 公園と城の拡大ニンフェンブルク（ パゴダの小城（1716-1719）、 バーデン城（1718-1721）、マグダレーナの庵 （1725-1728）の建設を含む）
- シュライスハイム宮殿（1719-1726）のさらなる建設
- 1729年の火前にミュンヘンの住居回廊と豊部屋（1726-1729）協働
- パレ・ミュンヘン（1723-1729）（ 第二次世界大戦中に破壊され、1958年から1960年に再建された）
- ダッハウ付近の聖十字架教会
- メーリングの聖ミハイル教区（1739年）教区教会

## 系譜
ジョセフ・エフナーは、名の綴りから古くからの庭師の家系の出自。1668年にノイデック（ミュンヘン-Au）で、1670年にはダッハウ（Dachau）で勤める選帝侯付園芸師でクリスチャンの旧制ゲルハルド（Gehard）とマリア・カサリナ（Maia Katharina）の10人兄弟の9番目。 祖父のゲオルク・オフナー（養父でもある）はおそらく公爵がデューク・アルブレヒト6世（1646-1650、死去1666）後、伯爵夫人メヒティルト付庭師として1625年にプフライムトからミュンヘンにおそらく来た。
エフナーは1721年に中尉の娘であるマリア・マグダレーナ・ショーンと結婚。長男Gaudenz Effnerは後にシュトラウビングで議員になり、パッサウ近くのセント・ニコラ院長になる。ヨーセフ・エフナーとも呼ばれる下の息子はキヤノンとミュンヘンのディーン。彼の娘マリア・アデルヘイドはミュンヘン市長で市裁判官マイケル・アダム・ベルクマンと結婚した。
彼の孫はロイヤル・コート・ガーデン・ディレクター、カール・ヨーセフ・フォン・エフナー（Carl Joseph von Effner）。

## 人生
最初はエフナーも庭師として修行。マティアス・ディーゼル (de:Matthias Diesel) と一緒に1706年4月初旬に君主であるマックス・エマヌエル(Elector Max Emanuel)によって最初にブリュッセルに、その後パリに派遣された。 パリでの滞在中、彼は自分の適正志向にしたがって園芸職を諦め、建築家になることに決めた。1706年（他のデータでは1708年）は、パリの ジェルマン・ボッフラン（Jeanne Boffrand）から建築家としての訓練を受ける私学生としてヨーセフ・エフナー（Joseph Effner）を授かった。それ以来、彼は家の名前をEffnerに変更。1715年からは、バイエルン州の選帝侯となるマックス・エマヌエル付の建築家で、エンリコ・ズッカーリ（Enrico Zuccalli）と共にエマニュエル治世下の全建物を担当。すでに1715年4月1日から、フランスから帰国した後、彼は低い身分類バウマイスター（Baumeistern）とは対照的な職名 "architect"を名乗る。 28歳のヨーセフは最初に現代的かつフランス仕込の建物のアイデアをミュンヘンの裁判所に適用。 
1715年にはシュライスハイム城の建築監督を委ねられる。前年にエマヌエルがフランス・サン＝クルーに取得していたシャトーの新築に従事していた。エマヌエルがサン＝クルーから帰国後はニンフェンブルクの全体計画を委嘱されている。シュライスハイムでは横に広いギャラリーとその両端にパビリオンを設け、これを全体の庭の幅に広げる表現を用いた。この庭からドミニク・ジラール -Dominique Girard）とともに、庭の仕事も関与する。
1716年から1719年までに、庭園最初のブルゲンとパコデンブルクとを造り、1719年から1721年の間には小浴場バーデンブルクを造っている。その間1717年にはマックス・エマヌエルとイタリアを旅し、10週間でヴェネツィアを経由してローマとナポリに向かう。
1720年に宮廷主任建築家に任命された。
ズッカーリが1724年に死後、さらに多くの権限を得た。 1726年にマックス・エマヌエルが死去し、カール・アルブレヒトが就任後にはフランソワ・ド・キュビリエ(François de Cuvilliés)に権限を譲る。1730年から、すべての新しい命令系統が直接キュビリエ側に移された。キュビリエは最初からドイツ語を話せない人物だった。エフナーと同僚ヨハン・バプティスト・Gunetzrhainerは空の手となったが、エフナーはまだニンフェンブルク宮殿管理の仕事もしていた。1738年からは建築事務所に加え、ジラール死後には庭園と、水道の管理長の地位まで引き継いだ。
彼の墓石は、ミュンヘン・フラウエン教会に。ミュンヘンのエフナー広場とダッハウの Josef- Effner -Gymnasiumは彼にちなんで命名されている。

## 文献
- Utta Bach： ミュンヘン裁判所Elector Max Emanuel（1679-1726）の庭園文化。 Herbert Utz Verlag、Munich 2007、 ISBN 978-3-8316-0771-6
- Luisa Hager： ニンフェンブルク - 城、公園、城。 公式ガイド、バイエルンの宮殿庭園と湖沼管理、ミュンヘン、1965
- マックス・ハウツマン： スパ・コートのマスター、ヨーゼフ・エフナー。 Heinz＆Mundel、ストラスブール、1913年
- Ursula Rohlig：Effner、Joseph。 In： 新しいドイツの伝記（NDB）。 第4巻、Duncker＆Humblot、Berlin 1959、 ISBN 3-428-00185-0 、p.318。（ デジタル化された ）
- Peter Stadler：Joseph Effner - マスタービルダーMax Emanuels ダッハウe博物館協会。 V. Verlagsanstalt Bayerland 、Dachau 1986、 ISBN 3-89251-002-4